# ديريك مورغان (لاعب كرة قدم أمريكية)
ديريك مورغان (بالإنجليزية: Derrick Morgan)‏ هو لاعب كرة قدم أمريكية أمريكي، ولد في 6 يناير 1989 في لانكستر في الولايات المتحدة.

## وصلات خارجية
- ديريك مورغان على موقع مرجع كرة القدم المحترفة.كوم (الإنجليزية)